# شهرستان وویوان (جیانگشی)
شهرستان وویوان (به انگلیسی: Wuyuan County) یک شهرستان در چین است که در شانگراو واقع شده‌است.